# Jasminum dichotomum
Espèce
Classification APG III (2009)
 Jasminum dichotomum  est une espèce de plantes à fleurs de la famille des Oleaceae originaire d'Afrique tropicale.

## Synonyme
- Jasminum noctiflorum Afzel.